# Cara al Sol

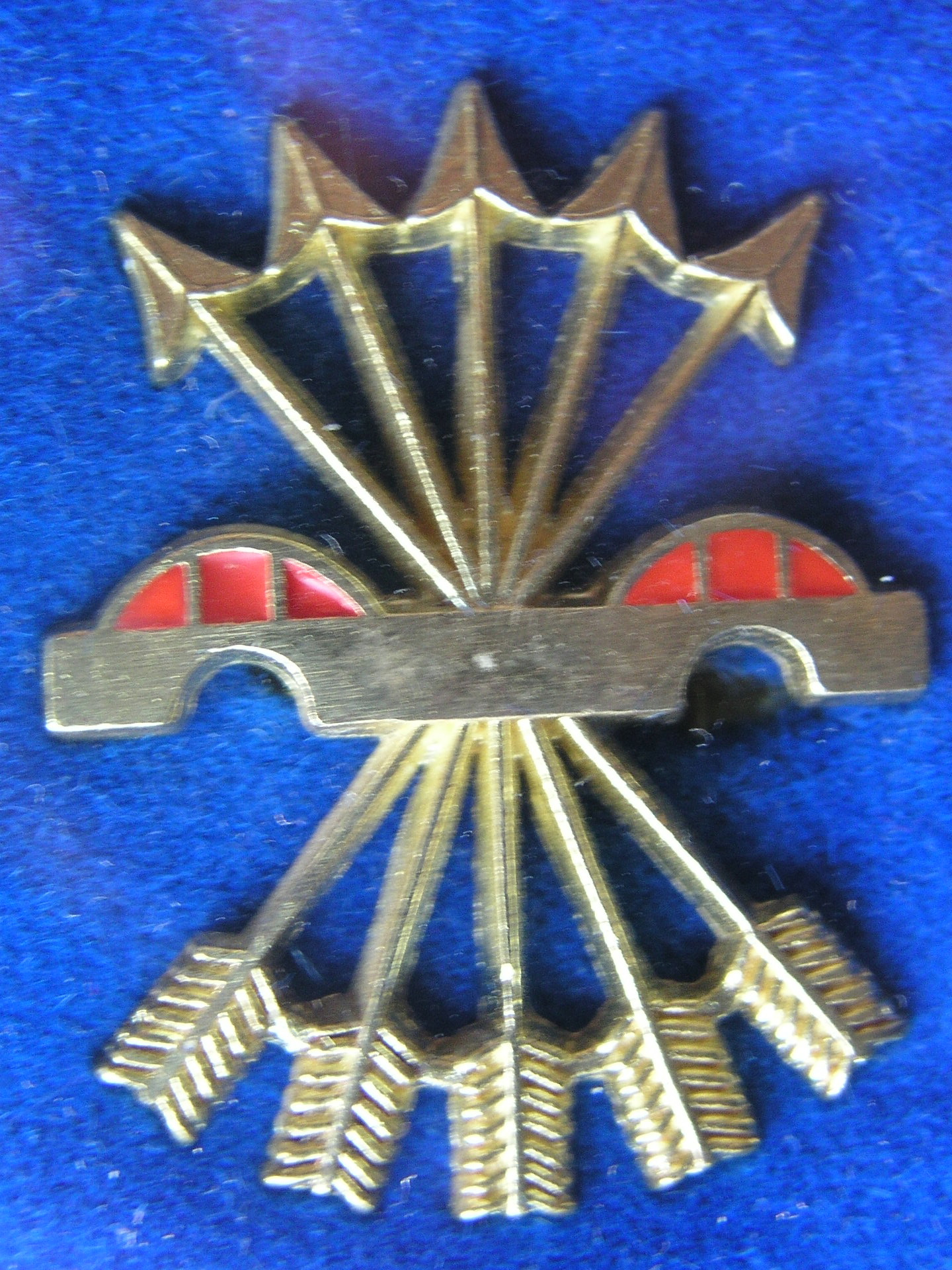
Jarzmo i strzały - symbol Falangi

Cara al Sol (hiszp. Twarzą ku słońcu) – hymn hiszpańskiej Falangi. Autorem jego melodii jest Juan de Tellería. 
Założona w 1933 roku Falanga do końca 1935 nie posiadała swojej oficjalnej pieśni. Falangiści zmuszeni byli "pożyczać" utwory włoskich faszystów. Śpiewali również utwory religijne Kościoła Katolickiego. Do utworów włoskich dopisywali hiszpańskie słowa. Cara al Sol powstało w odpowiedzi na zapotrzebowanie na własny hymn porównywalny z anarchistycznym A las barricadas (śpiewanym na melodię Warszawianki 1905).
Tekst został napisany w grudniu 1935 podczas spotkania w domu Maricha de la Mory Maury. Uczestniczyli w nim José María Alfaro, Sánchez Mazas, Agustín (Así) de Foxá, Mourlane Michelena, Dionisio Ridruejo, Agustín Aznar, Luis Aguilar oraz szef Falangi, José Antonio Primo de Rivera, który uznawany jest za głównego autora słów utworu. 
Pierwsze publiczne wykonanie miało miejsce w Madrycie w 1936 roku. Popularność pieśni gwałtownie wzrosła po zamordowaniu Prima de Rivery (20 listopada 1936). 
W okresie dyktatury Francisco Franco pełniła ona funkcję nieoficjalnego drugiego hymnu.

## Tekst
| 01 02 03 04 05 06 07 08 09 10 11 12 13 14 15 16 17 18 19 20 21 22 |  | Tekst oryginalny Cara al sol con la camisa nueva, que tu bordaste en rojo ayer, me hallará la muerte si me lleva y no te vuelvo a ver. Formaré junto a mis compañeros que hacen guardia sobre los luceros, impasible el ademán, y están presentes en nuestro afán. Si te dicen que caí, me fui al puesto que tengo allí. Volverán banderas victoriosas al paso alegre de la paz y traerán prendidas cinco rosas las flechas de mi haz. Volverá a reír la primavera, que por cielo, tierra y mar se espera. ¡Arriba, escuadras, a vencer, que en España empieza a amanecer! ¡España una! ¡España grande! ¡España libre! ¡Arriba España! | Tłumaczenie Twarzą ku słońcu w nowej koszuli, którą wyszyłaś wczoraj czerwienią tak znajdzie mnie śmierć jeżeli nie powrócę do ciebie. Zajmę miejsce w szeregu towarzyszy stojących na warcie w niebie z niewzruszoną twarzą oni wciąż żyją w naszych wysiłkach. Jeśli powiedzą ci, że poległem wiedz, że stanąłem na swym miejscu. Zwycięskie chorągwie powrócą maszerując wesoło wśród pokoju, niosąc pięć róż, strzał z mojego kołczanu. Śmiech powróci wiosną na niebie, ziemi i w morzu, czekamy jego powrotu Naprzód, szwadrony, do zwycięstwa, nowy dzień wschodzi nad Hiszpanią! Hiszpania zjednoczona! Hiszpania wielka! Hiszpania wolna! Naprzód, Hiszpanio! |  |

## Autorstwo poszczególnych fragmentów
Wersy:
1-4: Foxá, Primo de Rivera, Alfaro
5-10: Foxá
11-12: Ridruejo
13-14: Primo de Rivera 
15: Alfaro
16: Mourlane
17-18: Alfaro
"Hiszpania zjednoczona, wielka, wolna" oraz "Naprzód Hiszpanio!" to wcześniej istniejące hasła Falangi.